# Editorial minúscula
L'editorial minúscula és una editorial fundada a Barcelona el juliol de 1999 per Valeria Bergalli. Publica en castellà i català. Han publicat novel·les d'autors consolidats com Shirley Jackson, Giani Stuparich; Joseph Roth o Marisa Madieri, entre d'altres, i de veus més joves com Aniela Rodríguez.
Els seu fons editorial s'organitza en aquestes col·leccions: Alexanderplatz (traduccions de novel·les i assajos sobre la realitat alemanya i de les àrees sobre les que aquesta cultura ha exercit el seu influx); Paisajes narrados (obres que ofereixen una perspectiva original sobre un lloc); Con vuelta de hoja (assaigs, biografies i autobiografies); Tour de force (selecció de la literatura contemporània; Micra (textos breus i singulars), i Microclimes (edicions en català). Segons l'editora, els eixos conductors en el catàleg "tenen a veure amb aportar mirades interessants, significatives al voltant de la història i la identitat d'Europa, reflexionar sobre l'exili, els règims autoritaris i quin és el pes que deixen sobre les societats que els han patit".
Entre les seves publicacions més destacades hi ha Y lloviendo pájaros, de Jocelyne Saucier; París Francia, de Gertrude Stein; Viva voz de vida, de Marina Tsvietáieva, o Relatos de Kolimá. Volumen I, de Varlam Xàlamov.